# 避状
避状（さりじょう・去状）とは、平安時代から江戸時代にかけてみられた文書。自己の権利もしくはその主張を放棄する時などに作成された。避文/去文（さりぶみ）とも。

## 概要
自己に属するもの（所領・所職・下人など）に関する権利、あるいはその権利が自己に属するとする主張を放棄し、以後そのものに関する権利を主張・要求しないことを保証した文書である。
通常、権利の放棄・移転に関する文書として親族などに譲渡する譲状、家臣郎党に給付する宛行状（充文）、寺社に寄進する寄進状などがあるが、避状はそれらの文書とは異なり、支配者の命令や他者による政治的もしくは軍事的その他の圧力、裁判での敗訴や和解によって権利の放棄・移転を承諾させられた際に作成された。反対に避状を受けた者は作成者との関係では正当な権利者として認められたことを意味していた。
避状には通常、放棄の対象となるもの、放棄をする主体（通常は文書の作成者もしくは差出人）、放棄後の帰属先（通常は文書の受取人）、そして放棄の意思表示から構成され、書出は「避与/去与（さりあたう）」「避渡/去渡（さりわたす）」「避進/去進（さりすすむ）」、文末を「避進之状如件（さりすすむのじょうくだんのごとし）」「避文如件（さりぶみくだんのごとし）」などで締める場合が多い。
なお、後白河院政期には強制調停の手段として避状を書かせる方法が採用され、後の和与の司法手続の成立にも影響を与えた。
江戸時代に入ると、離縁状の意味で用いられるようになった。